# علی‌آباد علیا (مرودشت)
علی‌آباد علیا (مرودشت)، روستایی از توابع بخش کامفیروز شهرستان مرودشت در استان فارس ایران است.

## جمعیت
این روستا در دهستان کامفیروز جنوبی قرار دارد  و نام دیگر و مستعار ان بیمور می باشد. براساس سرشماری مرکز آمار ایران در سال ۱۳۸۵، جمعیت آن ۱٬۵۵۶ نفر (۳۴۴خانوار) بوده‌است.